# Morti nel 1971/Novembre
| Questa pagina contiene informazioni ricavate automaticamente dalle voci biografiche con l'ausilio del template Bio e di un bot. L'aggiornamento è periodico e automatico e ricostruisce completamente la pagina. Se manca una persona in questa lista, sei pregato di non aggiungerla, ma accertati piuttosto che la sua voce biografica contenga il template Bio e che i dati anagrafici siano correttamente compilati. Se il template Bio manca, inseriscilo tu stesso o, in alternativa, metti l'avviso {{tmp\|Bio}} che ne segnala la mancanza. Se i dati riportati sono sbagliati, correggi direttamente la voce biografica; le modifiche saranno visibili in questa lista entro pochi giorni. Per chiarimenti vedi il progetto biografie. La lista contiene solo le 98 persone che sono citate nell'enciclopedia e per le quali è stato implementato correttamente il template Bio. Pagina aggiornata al 3 mar 2024. |

- 1º novembre - Mauritz Andersson, lottatore svedese (n. 1886)
- 1º novembre - Gertrud von Le Fort, scrittrice tedesca (n. 1876)
- 1º novembre - Michail Il'ič Romm, regista, sceneggiatore e docente sovietico (n. 1901)
- 1º novembre - Leonard Jimmie Savage, matematico e statistico statunitense (n. 1917)
- 1º novembre - Jadwiga Smosarska, attrice polacca (n. 1898)
- 2 novembre - Hjalmar Andersson, mezzofondista svedese (n. 1889)
- 2 novembre - Sreten Dragojlović, cestista e allenatore di pallacanestro jugoslavo (n. 1938)
- 2 novembre - Edwin Frazier, hockeista su ghiaccio statunitense (n. 1907)
- 2 novembre - Gary McFarland, compositore, arrangiatore e vibrafonista statunitense (n. 1933)
- 2 novembre - Amedeo Mecozzi, generale e aviatore italiano (n. 1892)
- 2 novembre - Robert Mensah, calciatore ghanese (n. 1939)
- 2 novembre - Georg Schurhammer, missionario tedesco (n. 1882)
- 2 novembre - Jakob Ukmar, presbitero e teologo italiano (n. 1878)
- 2 novembre - Martha Vickers, attrice statunitense (n. 1925)
- 3 novembre - Thawi Bunyaket, politico thailandese (n. 1904)
- 3 novembre - Felice Trojani, ufficiale, ingegnere e esploratore italiano (n. 1897)
- 4 novembre - Guillermo León Valencia, politico colombiano (n. 1909)
- 4 novembre - Rio Nobile, attore tedesco (n. 1897)
- 4 novembre - Ann Pennington, ballerina e attrice statunitense (n. 1893)
- 4 novembre - Mario Manlio Rossi, filosofo e anglista italiano (n. 1895)
- 5 novembre - Gaetano Messina, avvocato e politico italiano (n. 1901)
- 5 novembre - Luigi Tasselli, ciclista su strada e pistard italiano (n. 1901)
- 5 novembre - Jacinto B. Treviño, generale e politico messicano (n. 1883)
- 6 novembre - Spessard Holland, politico e avvocato statunitense (n. 1892)
- 6 novembre - Giovanni Tanasco, politico e antifascista italiano (n. 1889)
- 7 novembre - Ranieri Piccolomini Clementini Adami, militare e aviatore italiano (n. 1912)
- 8 novembre - Francesco Libonati, avvocato e politico italiano (n. 1899)
- 9 novembre - Federico di Schwarzburg, nobile tedesco (n. 1901)
- 9 novembre - Maude Fealy, attrice statunitense (n. 1883)
- 9 novembre - Jean Lacroix, schermidore francese (n. 1884)
- 9 novembre - Péter Szondi, critico letterario e filologo ungherese (n. 1929)
- 9 novembre - Paolo Toffanin, avvocato italiano (n. 1890)
- 10 novembre - Benedetto Lonza, archeologo e storico dell'arte italiano (n. 1904)
- 10 novembre - Walter Van Tilburg Clark, scrittore e poeta statunitense (n. 1909)
- 11 novembre - Sylvia Leonora Brett, nobile inglese (n. 1885)
- 11 novembre - Conrad Hommel, pittore tedesco (n. 1883)
- 13 novembre - Carmelina Naselli, letterata, etnologa e bibliotecaria italiana (n. 1894)
- 14 novembre - Luciano Bianciardi, scrittore, giornalista e traduttore italiano (n. 1922)
- 14 novembre - Virgilio Chiesa, insegnante e storico svizzero (n. 1888)
- 14 novembre - Ferdinand Heim, generale tedesco (n. 1895)
- 14 novembre - Paul Klinger, attore e doppiatore tedesco (n. 1907)
- 14 novembre - Hanna Neumann, matematica tedesca (n. 1914)
- 14 novembre - Raffaele Pio Petrilli, politico italiano (n. 1892)
- 14 novembre - Giovanni Salvati, pilota automobilistico italiano (n. 1941)
- 15 novembre - Rudol'f Abel', agente segreto sovietico (n. 1903)
- 15 novembre - Aldo Bardelli, giornalista e dirigente sportivo italiano (n. 1912)
- 15 novembre - Gustaaf Boesman, calciatore belga (n. 1899)
- 16 novembre - Lucien Chopard, entomologo francese (n. 1885)
- 16 novembre - Bruno Cicognani, scrittore e drammaturgo italiano (n. 1879)
- 16 novembre - William Culbertson III, biblista e vescovo anglicano statunitense (n. 1905)
- 16 novembre - Giuseppe Magliano, politico e avvocato italiano (n. 1883)
- 16 novembre - Edie Sedgwick, modella e attrice statunitense (n. 1943)
- 16 novembre - Arne Tollbom, schermidore svedese (n. 1911)
- 16 novembre - Stratos Pagioumtzis, cantante greco (n. 1904)
- 17 novembre - Debaki Bose, regista, sceneggiatore e attore indiano (n. 1898)
- 17 novembre - Gladys Cooper, attrice britannica (n. 1888)
- 17 novembre - Bortolo Eugenio Fina, politico italiano (n. 1896)
- 17 novembre - Jean-François Jannekeyn, aviatore, generale e politico francese (n. 1892)
- 17 novembre - Fania Marinoff, attrice russa (n. 1890)
- 18 novembre - Piero Brandimarte, militare italiano (n. 1893)
- 18 novembre - Giannino Caria, militare italiano (n. 1945)
- 19 novembre - Secondo Casadei, violinista, compositore e arrangiatore italiano (n. 1906)
- 19 novembre - Helge Larsson, canoista svedese (n. 1916)
- 19 novembre - Tommaso Spasari, avvocato e politico italiano (n. 1900)
- 20 novembre - Giuseppe Gilera, imprenditore italiano (n. 1887)
- 20 novembre - Wilhelm Schmid, pittore svizzero (n. 1892)
- 21 novembre - Cesare Degli Occhi, avvocato e politico italiano (n. 1893)
- 21 novembre - Eden Fumagalli, imprenditore italiano (n. 1891)
- 21 novembre - Josef Košťálek, calciatore cecoslovacco (n. 1909)
- 21 novembre - Franco Schirato, attore e direttore del doppiaggio italiano (n. 1893)
- 22 novembre - Georges Aubé, aviatore e generale francese (n. 1884)
- 22 novembre - Zez Confrey, pianista e compositore statunitense (n. 1895)
- 22 novembre - Karl Faulenbach, generale tedesco (n. 1893)
- 22 novembre - Walter Sande, attore statunitense (n. 1906)
- 22 novembre - József Zakariás, allenatore di calcio e calciatore ungherese (n. 1924)
- 23 novembre - Emilio Battisti, generale italiano (n. 1889)
- 23 novembre - Ryūnosuke Kusaka, ammiraglio giapponese (n. 1893)
- 24 novembre - Ottorino Barassi, dirigente sportivo italiano (n. 1898)
- 24 novembre - Raffaello Russo Spena, politico e avvocato italiano (n. 1910)
- 25 novembre - Oreste Biancoli, sceneggiatore, regista e commediografo italiano (n. 1897)
- 25 novembre - Audrey Emery, nobile (n. 1904)
- 25 novembre - Achille Landini, aviatore italiano (n. 1890)
- 25 novembre - Hank Mann, attore statunitense (n. 1887)
- 25 novembre - Leonard Warren Murray, ammiraglio canadese (n. 1896)
- 26 novembre - Joe Adonis, mafioso italiano (n. 1902)
- 26 novembre - Giacomo Alberione, presbitero e editore italiano (n. 1884)
- 26 novembre - Bengt Ekerot, attore e regista svedese (n. 1920)
- 27 novembre - Edgar Bain, chimico statunitense (n. 1891)
- 27 novembre - Barão de Itararé, giornalista, scrittore e umorista brasiliano (n. 1895)
- 27 novembre - Joe Guyon, giocatore di football americano statunitense (n. 1892)
- 27 novembre - Rudolf Koch-Erpach, generale tedesco (n. 1886)
- 28 novembre - Fernand Wertz, calciatore belga (n. 1894)
- 29 novembre - Edith Bratt,  britannica (n. 1889)
- 29 novembre - Lorenzo Gigli, giornalista, critico letterario e traduttore italiano (n. 1889)
- 30 novembre - Salvatore Crippa, ciclista su strada italiano (n. 1914)
- 30 novembre - Johann Josef Demmel, vescovo vetero-cattolico tedesco (n. 1890)
- 30 novembre - Adelfino Mancinelli, sollevatore italiano (n. 1908)
- 30 novembre - Amedeo Trilli, attore italiano (n. 1906)